# Castello di Dunbeath
Il castello di Dunbeath (in inglese: Dunbeath Castle) è un castello situato nei dintorni del villaggio scozzese di Dunbeath, nel Caithness, e realizzato nella forma attuale tra il XVII e il XVIII/XIX secolo, anche se le sue origini risalgono almeno al XV secolo.. Fu residenza del clan Sinclair.
L'edificio è proprietà privata e gli interni non sono visitabili.

## Descrizione
Il castello si trova su un promontorio che si affaccia sul Mare del Nord.

## Storia
Nel 1452 la proprietà di Dunbeath fu concessa, unitamente alla signoria di Caithness, da re Giacomo alla famiglia Chrichton.
In seguito, il castello divenne di proprietà della famiglia Sinclair, da cui fu modificato nel 1620.
Nel 1650 l’edificio fu difeso da Lady Sinclair contro gli attacchi dei Montrose.
Tra il 1853 e il 1881, furono intrapresi dei lavori di riammodernamento dell'edificio.: per questi lavori fu incaricato l'architetto David Bryce.. Nel frattempo, nel 1860, fu realizzato anche il giardino settentrionale.
Nel 1945 il castello fu ceduto da Sir Edwyn Alexander-Sinclair ad uno statunitense, Stuart Avery., che ne rimase proprietario fino all'anno della sua morte, avvenuta nel 1995.. L'anno seguente l'edificio fu venduto ad uno scozzese. .